# Chad Michael Murray
Chad Michael Murray, ameriški filmski in televizijski igralec, * 24. avgust 1981, Clarence, New York, Združene države Amerike.
Murray, nekdanji model, je najbolj znan po vlogi v televizijski seriji One Tree Hill, kjer igra kot Lucas Scott, igral pa je tudi v drugih znanih serijah, kot so Dawson's Creek, Gilmore Girls in CSI: Crime Scene Investigation. Poleg tega je igral v filmih : Odštekani petek (Freaky Friday),Pepelkina zgodba(A Cinderella Story) in Hiša voščenih figur (House of Wax).
Poročen je bil s Sophio Bush, soigralko pri One Three Hill.poročila sta se leta 2005 in zakon je trajal pet mesecev. Razšla sta se leta 2006